# Astrocladus dofleini
Astrocladus dofleini är en ormstjärneart som beskrevs av Döderlein 1910. Astrocladus dofleini ingår i släktet Astrocladus och familjen medusahuvuden. Inga underarter finns listade i Catalogue of Life.